# كاتل كال
كاتل كال (بالإنجليزية: Cattle Call)، هي شركة يابانية لتطوير ونشر ألعاب فيديو، تأسس الشركة سنة 1998، وتقع مقرها في بلدة ناكانو التابعة للعاصمة اليابانية طوكيو.